# Bonplandia
Bonplandia je rod kvetoucích rostlin z čeledi Polemoniaceae. Zahrnuje 13 druhů.

## Rozšíření
Původní oblast rozšíření rodu Bonplandia je od Mexika po Guatemalu.

## Etymologie
Rodové jméno nese na počest francouzského botanika Aimé Bonplanda.

## Druhy
Vybrané druhy:
- Bonplandia angostura Rich.
- Bonplandia candolleana Spreng.
- Bonplandia cuneifolia (Nees & Mart.) Spreng.
- Bonplandia erythrochiton Spreng.
- Bonplandia fontanesiana (A.St.-Hil.) Spreng.
- Bonplandia geminiflora Cav.
- Bonplandia lutea Howard ex Triana
- Bonplandia trifoliata Willd.